# ميتيال فيل

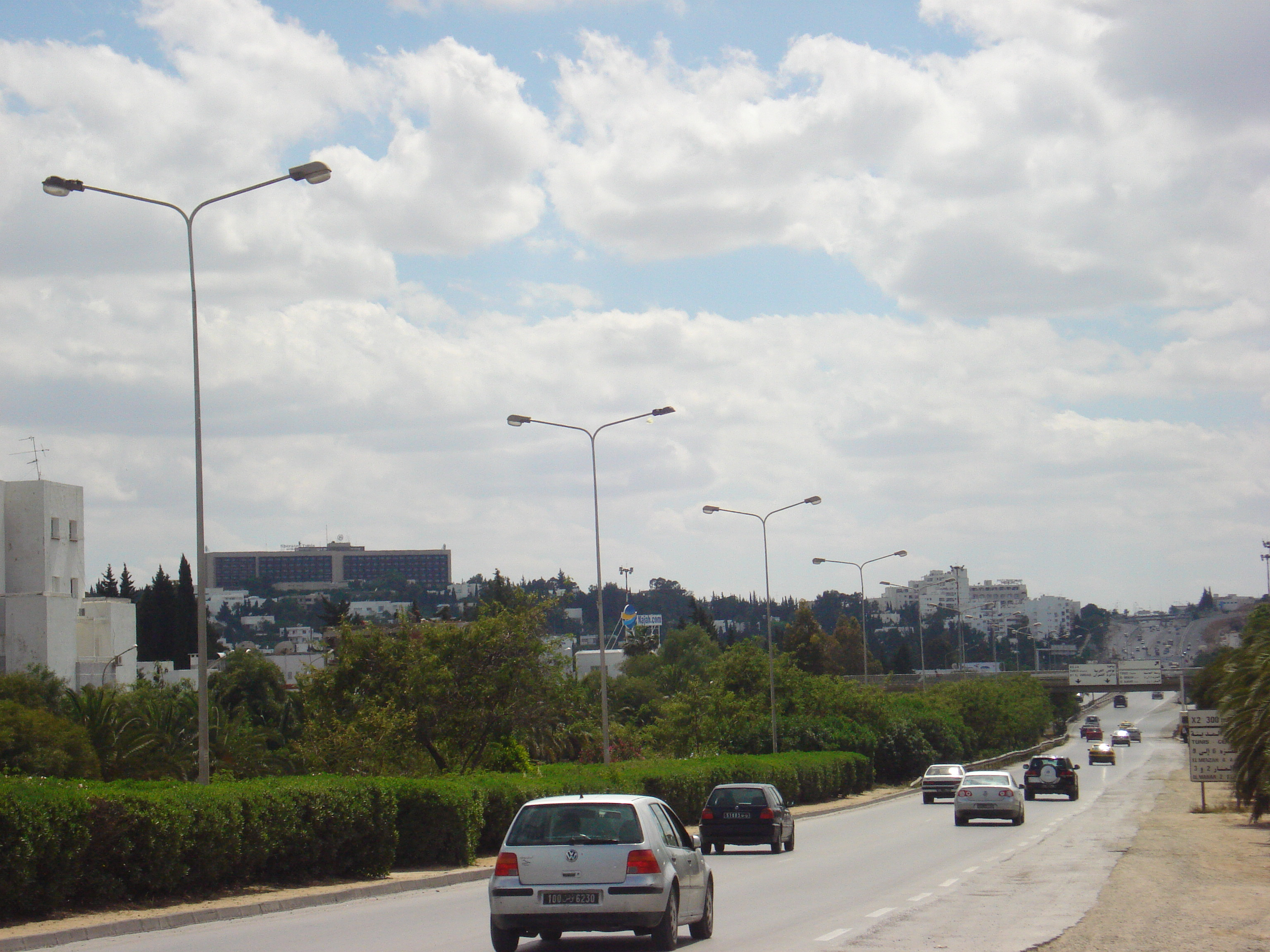
شارع 7 نوفمبر، حيث تظهر موتوالفيل في وسط الصورة على اليسار

موتوالفيل (تكتب أيضًا ميتيالفيل أو ميتيال فيل، بالفرنسية: Mutuelleville) هو حي في مدينة تونس يقع شمال وسط المدينة وشمال شرقي منتزه البلفيدير. والشارع الرئيسي في موتوالفيل هو شارع يوغرطة.
ويوجد في موتوالفيل معظم السفارات والمكاتب الدبلوماسية في تونس إضافة إلى بعض الأماكن الجديرة بالذكر منها المدرسة الثانوية الفرنسية باسم "Lycée Pierre Mendès" وعدة بيوت لطلاب (دار هارون الرشيد ودار فطومة بورقيبة، مثلأ) وملعب الشاذلي زويتن وفندق شيراتون الكبير. ومن المعروف أن كثيرا من ساكني هذا الحي ميسورون ماديصا، وتدل البيوت الكبيرة والجميلة على ذلك.